# Carl Warnstorf
Carl Friedrich Eduard Warnstorf (* 2. Dezember 1837 in Sommerfeld, Kreis Crossen; † 28. Februar 1921 in Berlin) war ein brandenburg-preußischer, deutscher Pädagoge, Florist und Bryologe. Sein offizielles botanisches Autorenkürzel lautet „Warnst.“.

## Leben

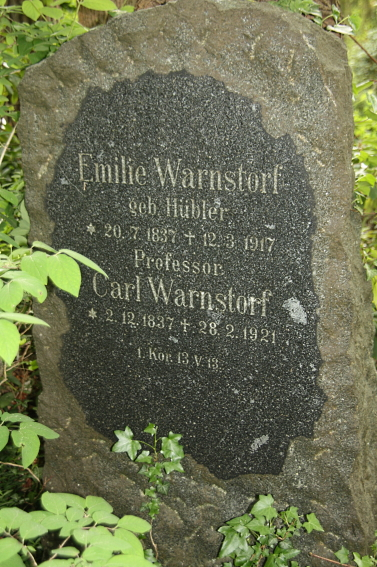
Grabstein auf dem Südwestkirchhof Stahnsdorf

Carl Warnstorf wurde als Sohn eines Schuhmachers geboren. Nach Besuch der Hauptschule und der Präparandenanstalt in Sommerfeld absolvierte er 1855–1858 das Lehrerseminar in Neuzelle. 1861 wurde er Lehrer in Arnswalde, wo er Emilie Hübler (gest. 1917) heiratete, und 1867 in Neuruppin, wo er 32 Jahre pädagogisch wirkte. Seine botanischen Forschungen hat er kontinuierlich neben seiner Berufsarbeit und nach seiner 1899 erfolgten Pensionierung und einem Umzug nach Berlin durch die Bearbeitung seiner Sphagnologia universalis noch intensiver bis zu seinem Tode betrieben.
Er beschäftigte sich vor allem mit Torfmoosen, worüber er auch als anerkannter Fachautor zahlreiche Veröffentlichungen verfasste. Er erhöhte die Zahl der bekannten Sphagnum-Arten erheblich, wobei er auch neue Merkmalskomplexe, wie die Porenverteilung in den Blättchen oder das Ausbilden von Bulbillen und Rhizoidknöllchen erschloss. Sein umfangreiches Moosherbar wurde durch Kriegseinwirkung überwiegend vernichtet, nur ein Restherbar blieb erhalten. Für seine Verdienste wurde ihm 1917 ehrenhalber der Professorentitel verliehen. Außerdem wurden nach ihm eine Gattung der Laubmoose (Drepanocladus = Warnstorfia), sowie 18 Arten benannt. Er verstarb im Alter von 83 Jahren in seiner Schöneberger Wohnung in der Cranachstraße 36.
Seine letzte Ruhestätte befindet sich auf dem Südwestkirchhof Stahnsdorf, Block Schöneberg, Feld 4a.

## Schriften
- Die europäischen Torfmoore. Eine Kritik und Beschreibung derselben, Berlin 1881; Les sphaignes d'Europe, Auch 1888; The European Sphagneaceae, London 1901.
- Die Torfmoose im Kgl. Botanischen Museum in Berlin. Eine bryologische Studie, Cassel 1882.
- Sphagnologische Rückblicke, Regensburg 1884.
- Moosflora der Provinz Brandenburg. Eine systematische Zusammenstellung der bisher in diesem Gebiet beobachteten Leber-, Torf- und Laubmoose, Berlin 1885.
- Leber- und Torfmoose, Leipzig 1903; Laubmoose, Leipzig 1906. (= Kryptogamenflora der Mark Brandenburg und angrenzender Gebiete, Bd. 1 u. 2).
- Sphagnales-Sphagnaceae (Sphagnologia universalis), Leipzig 1911. (= Adolf Englers Pflanzenreich Bd. 51); ND Weinheim 1958; Leipzig 1965; Vaduz 1976.[2]
- Zur Bryo-Geographie des Russischen Reiches: Eine Erinnerung an Dr. E. Zickendraht, Dresden 1913.
- Bryophyta (Sphagnales, Bryales, Hepaticae). (= Die Süßwasserflora Deutschlands, Österreichs und der Schweiz, H. 14), Jena 1914. (mit W. Mönkemeyer und V. Schiffner).
- Pottia-Studien als Vorarbeiten zu einer Monographie des Genus "Pottia Ehrh" sens. str., Dresden 1917.